# Ad van den Bergh
A.D. (Ad) van den Bergh (Eindhoven, 1947) is een voormalig Nederlands politicus van het CDA.
Hij is opgegroeid in Breda en heeft aan de Rijksuniversiteit Leiden bestuurswetenschappen gestudeerd. Van den Bergh begon zijn loopbaan als milieujurist voor de provinciale griffie en was daarna onder andere secretaris van de Kamer van Koophandel in Zutphen in welke gemeente hij ook in de raad heeft gezeten. In navolging van zijn grootvader en een oom (beide van moederszijde) werd hij eind 1988 burgemeester en wel in de Overijsselse gemeente Diepenveen. Op 1 januari 1999 ging die gemeente op in Deventer waarmee zijn functie kwam te vervallen. Ruim een maand later werd hij waarnemend burgemeester van Strijen en later dat jaar volgde zijn benoeming tot burgemeester van Alblasserdam.
In 2007 verscheen het rapport van Dick Corporaal (voormalig burgemeester van Zwijndrecht) die op verzoek van de commissaris van de Koningin de problemen in de gemeente Alblasserdam had onderzocht waaruit onder andere naar voren kwam dat Van den Bergh weleens toezeggingen deed die in strijd waren met afgesproken beleid of ging over portefeuilles van wethouders die van niets wisten. Kort daarop nam Van den Bergh ontslag. Hierop begon hij een eigen adviesbureau in de buurt van Schalkhaar. Per 1 maart 2008 ging Van den Bergh met FPU.
In 2014 kwam hij in het nieuws vanwege het runnen van een illegale kookstudio in zijn achtertuin in Schalkhaar. Hij moest een dwangsom van 25.000 euro betalen aan de gemeente Deventer.